# Estadio La Portada
Das Estadio La Portada ist ein Fußballstadion mit Leichtathletikanlage in der chilenischen Stadt La Serena, die Hauptstadt der Región de Coquimbo. Der Fußballverein Deportes La Serena trägt seit seiner Gründung im Jahr 1955 hier seine Heimspiele aus. Nach dem Umbau von 2013 bis 2015 bietet es 18.500 Besuchern Platz. Ende Januar 2015 waren die Arbeiten am Rohbau zu 98 Prozent abgeschlossen.

## Geschichte
Das Estadio La Portada wurde 1952 fertiggestellt und am 26. August des Jahres eröffnet. Für die Copa América 2015 im Juni/Juli und die U-17-Fußball-Weltmeisterschaft 2015 im Oktober/November des Jahres wurde die alte Anlage komplett umgebaut und den Vorgaben der FIFA sowie des südamerikanischen Verbandes CONMEBOL angepasst. Für die beiden Turniere wurde die Stadt La Serena mit dem Estadio La Portada von der Asociación Nacional de Fútbol Profesional de Chile (ANFP) im Dezember 2012 ausgewählt. Im März 2013 begann der Abriss der maroden Spielstätte. Für die Bauausführung erhielt das Unternehmen COPASA S.A. aus Spanien den Zuschlag. Am 19. April 2013 wurde der Grundstein für das neue Stadion in Anwesenheit des damaligen Staatspräsidenten Sebastián Piñera gelegt.
Für die Neuerrichtung wurden 14.651.007.000 CLP (rund 20,5 Millionen Euro) zur Verfügung gestellt. Neben der Stadt La Serena sind der Regionalrat Consejo Regional de Coquimbo und das Instituto Nacional de Deportes (IND) an den Kosten beteiligt. Mit 6,792 Milliarden CLP stellt der Regionalrat den größten Anteil der Summe, die der Rat nach einer Sondersitzung im Juli 2012 genehmigte.
Die Tribünen sind ringsum doppelstöckig angelegt und werden komplett mit Sitzplätzen ausgestattet. Auf dem Unterrang sollen etwa 5.000 Plätze für die Besucher geschaffen werden. Rund 13.000 Plätze sind für den in einzelnen Blöcken angelegten Oberrang vorgesehen. Ende Januar 2015 war der Oberrang nahezu komplett mit Kunststoffsitzen in verschiedenen Rottönen ausgestattet. Im Gegensatz zum alten Stadion bekommt der Neubau eine Überdachung, die vorrangig die Haupt- wie die Gegentribüne überspannt.
In den V.I.P.-Logen sind 360 Plätze vorgesehen. Eine achtspurige Leichtathletikanlage bleibt im neuen Stadion erhalten und wird die Anforderungen des Weltverbandes IAAF erfüllen. Das Spielfeld aus Naturrasen wurde mit einem Bewässerungs- und Drainagesystem ausgerüstet. Insgesamt sechs Umkleidekabinen werden für die Sportler (zwei für die Profis und vier für die Amateure) eingerichtet. Für Radio- und Fernsehübertragungen stehen den Kommentatoren zwei Fernseh- und elf Radioplätze zur Verfügung. Der Pressekonferenzraum wird eine Fläche von 87 Quadratmetern haben. Des Weiteren erhält das La Portada für internationale Spiele notwendige Ausstattungsmerkmale wie unter anderem eine für HD-Fernsehübertragungen geeignete Flutlichtanlage mit mindestens 1.500 Lux Beleuchtungsstärke, eine Videoüberwachungsanlage, ein Dopingtestraum, medizinische Behandlungsräume sowie eine Aufwärmzone für die Sportler im Stadion. Die Flutlichtanlage wurde Ende Januar im Beisein von Bürgermeister Roberto Jacob und einiger Regionalräte erstmals getestet. Zu den letzten großen Arbeiten bis zur Fertigstellung gehören der Innenausbau, die Bestuhlung der Ränge und die Verlegung der neuen Leichtathletikanlage.
Nach etwa mehr als zwei Jahre nach dem Abriss wurde die neugebaute Spielstätte mit einer Partie am 13. Mai 2015 zwischen Deportes La Serena und dem argentinischen Club CA San Martín wiedereröffnet. Die Eröffnungspartie endete mit einem 2:1-Sieg der Gastmannschaft.
Das Estadio La Portada war eines von drei Stadien der Fußball-Südamerikameisterschaft der Frauen 2018.

## Spiele der Copa América 2015 im Estadio La Portada
Während der Copa América 2015 wurden drei Spiele der Gruppe B in La Serena ausgetragen. Die Anstoßzeiten sind in Ortszeit (UTC−4 / +6 Stunden = MESZ) angegeben.
- 13. Juni 2015, 18:30 Uhr:  Argentinien –  Paraguay 2:2 (2:0)
- 16. Juni 2015, 20:30 Uhr:  Argentinien –  Uruguay 1:0 (0:0)
- 20. Juni 2015, 16:00 Uhr:  Uruguay –  Paraguay 1:1 (1:1)

## Galerie

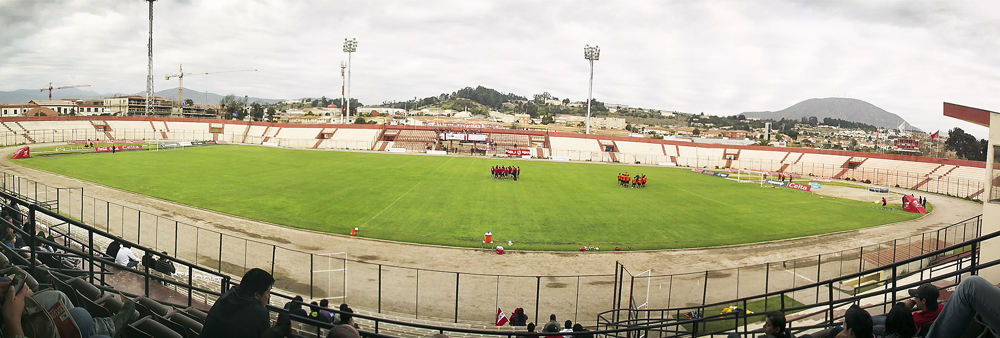
Panoramabild aus dem Januar 2012
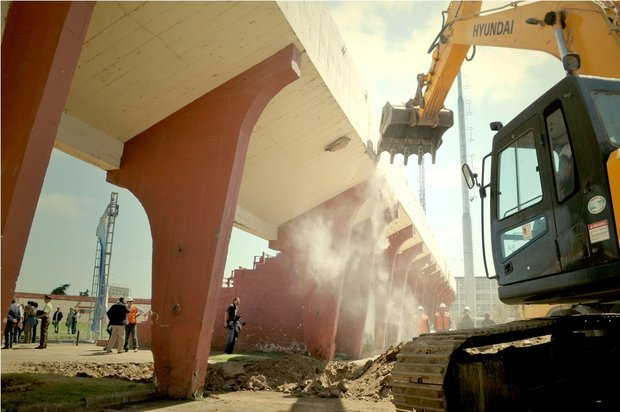
Abriss der Tribünen im März 2013
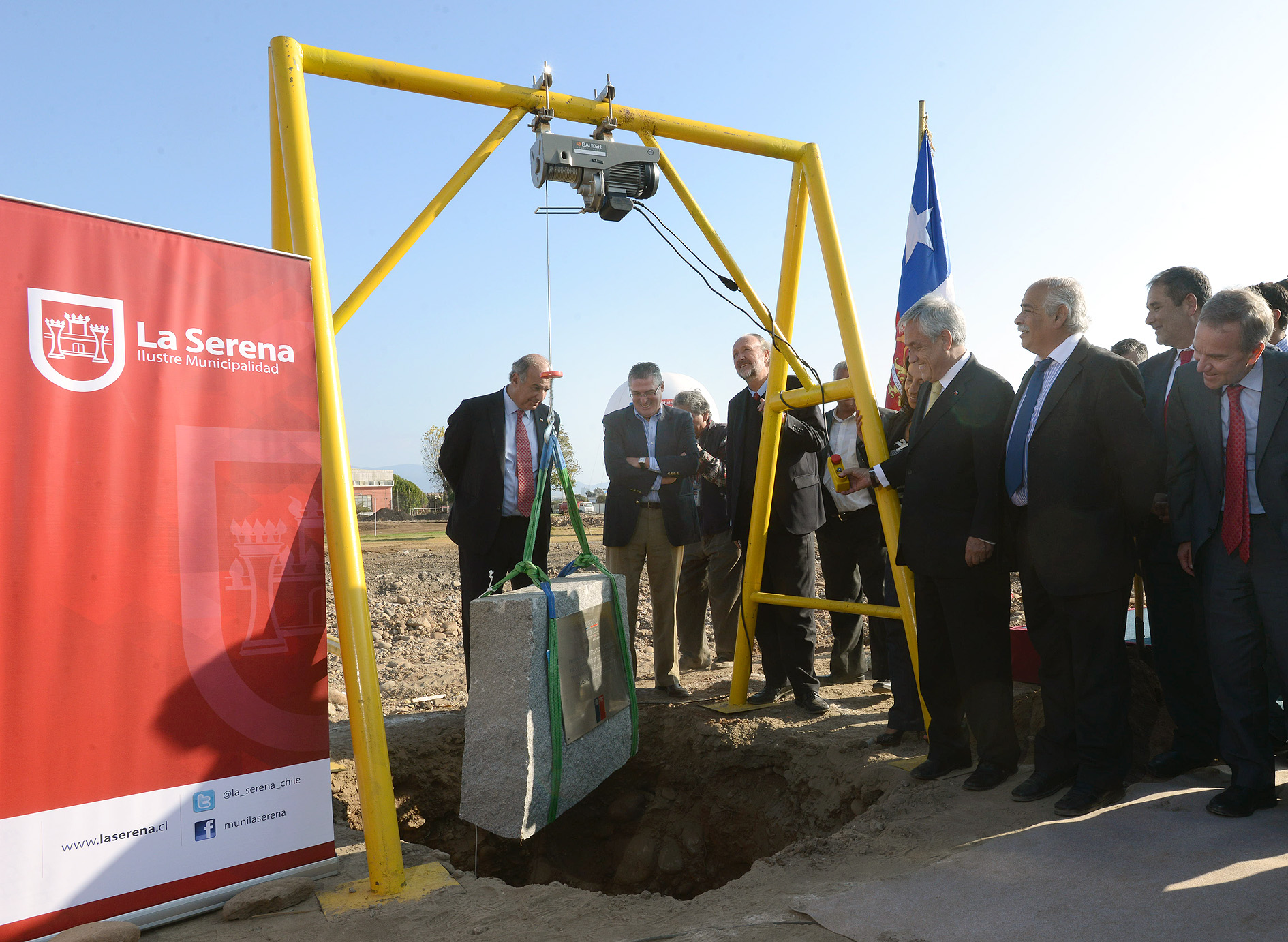
Grundsteinlegung durch Präsident Sebastián Piñera für das neue Stadion im April 2013